# Alicia Sellés Carot
Alicia Sellés Carot (Altura, Castelló, 1977) és una documentalista i  bibliotecària espanyola.

## Biografia
Va néixer a Altura, Castelló el 1977. És diplomada en Biblioteconomia i Documentació per la Universitat de Salamanca i llicenciada en Documentació per la Universitat Politècnica de València.

### Trajectòria professional
Des de l'any 2002 fins al 2018 va treballar a l'empresa MASmedios desenvolupant projectes tecnològics per a biblioteques i sistemes d'informació. És també professora associada a la Universitat Politècnica de València, i va ser consultora en el grau en Informació i Documentació de la UOC.
Des de 2007 va dur a terme un treball actiu a la comunitat Koha, sistema integral de gestió de biblioteques; i des del 2009 fins al 2015 va treballar en el desenvolupament de Koha-Kobli (impulsat per la Subdirecció General de Coordinació Bibliotecària).
Des del 2018 s'ha centrat en l'assessoria i l'estudi per a la planificació i el disseny de serveis bibliotecaris i també en la formació. Un exemple d'aquest treball va ser l'estudi realitzat a la xarxa de biblioteques de les Canàries.
Ha participat en projectes relacionats amb biblioteques digitals i repositoris, sistemes de gestió de biblioteques, gestió documental i d'arxius i sobretot a interoperabilitat i integració d'aquests. Gairebé sempre amb solucions de codi obert.

### Trajectòria associativa
Al Col·legi Oficial de Bibliotecaris i Documentalistes de la Comunitat Valenciana (COBDCV) va començar l'any 2010 treballant a la junta directiva en la vocalia de formació. Posteriorment, va ser presidenta des del 2012 fins al 2018.
A la Federació Espanyola de Societats d'Arxivística, Biblioteconomia, Documentació i Museística (FESABID) va ser tresorera del 2014 al 2016. I del 2018 al 2022, durant dos mandats us va ser presidenta de la Federació, on va col·laborar en dues línies de treball: l'enfortiment del moviment associatiu i les accions de sensibilització política per visibilitzar el paper de les biblioteques i de l'accés a la informació en el marc de l'Agenda 2030 i els Objectius del Desenvolupament Sostenible i va coordinar el grup de treball Biblioteques i Agenda 2030 del Consell de Cooperació Bibliotecària.
Des de 2015 ha participat a l'European Bureau of Library, Information and Documentation Associations (EBLIDA), i del 2018 al 2021 va formar part de l'Executive Committee d'EBLIDA.
Des de l'any 2016 va participar en l'International Advocacy Programme (IAP) de l'IFLA (Federació Internacional d'Associacions i Institucions Bibliotecàries) com a representant de FESABID.
Va representar les biblioteques, a través del Consell de Cooperació Bibliotecària, al Consell de Desenvolupament Sostenible per a la implementació de l'Agenda 2030 a Espanya.
L'any 2021 va ser nomenada vocal per al Reial Patronat de la Biblioteca Nacional d'Espanya.
L'any 2024 va ser nomenada presidenta de la Fundació pel Llibre i la Lectura.